# Leptogenys coerulescens
Leptogenys coerulescens é uma espécie de formiga do gênero Leptogenys, pertencente à subfamília Ponerinae.